# Ann Kirby
Ann Kirby, född Knaresborough 1770 i England, död 20 januari 1850 i Kingston Upper Canada, var en kanadensisk företagare. Hon skötte ett handelsföretag efter sin make i Kingston, Ontario 1800–1850 och gjorde sig också känd som filantrop.

## Biografi
Ann Kirby var dotter till John och Ann Kirby. Familjen emigrerade från England till New York år 1774. Hon gifte sig 1791 med affärsmannen Robert Macaulay (d. 1800), med vilken hon hade tre söner, och bosatte sig i Kingston. Då hon blev änka år 1800 övertog hon makens handelsföretag och drev det med framgång, assisterad av sin bror John, som var hennes affärspartner. Tiden 1800–1817 drev hon John Kirby and Company med sin bror, därefter ägnade hon sig åt investeringar och bistod sin bror och sonen John med affärsråd. Hon var en ledande medlem i staden och engagerad i Anglican church, St George’s och dess arbete, kvinnliga välgörenhetsföreningar och direktör för Female Benevolent Society och dess sjukhus. Hon såg till att hennes söner fick en god utbildning och insisterade sedan på en bra utbildning för sina barnbarn av båda könen; hon tog 1846 ansvaret för sin son Johns barn som fostermor sedan hennes svärdotter dött.